# Boney Point
Boney Point är en udde i Antarktis. Den ligger i Östantarktis. Nya Zeeland gör anspråk på området.
Terrängen inåt land är platt norrut, men åt sydväst är den kuperad. Havet är nära Boney Point åt nordost. Trakten är obefolkad. Det finns inga samhällen i närheten. 